# Műsorblokk
A műsorblokk vagy programblokk (gyakran csak: blokk) a televíziós műsorok fajtája, melyben egy csatornán meghatározott időben, különböző műsorok vannak csoportosítva, kialakítva a blokkot. A legtöbb[forrás?] műsorblokk, gyermeknek készült (Kölyökklub-RTL Klub) de vannak felnőtteknek szánt műsorblokkok is (TV Paprika, Filmmúzeum). Egy csatorna több műsorblokkot is sugározhat, de az is lehetséges hogy egy műsorblokk önálló csatornává válik (például a Nickelodeonról a Nick Jr. vagy a Disney Channelről a Disney Junior).

## Ismertebb műsorblokkok
- Magyar Televízió: Walt Disney bemutatja
- Magyar Televízió: Cartoon Network: Rajzfilmsztárok parádéja
- TV2: TV2 Animáció, Cartoon Network
- RTL Klub: Kölyökklub